# Parky kanadských Skalnatých hor
Parky kanadských Skalnatých hor je název jedné z lokalit světového přírodního dědictví UNESCO, která sestává ze čtyř národních parků a 3 provinčních parků v Kanadě. Toto souvislé chráněné území má souhrnnou rozlohu 22 991 km² a rozprostírá se na pomezí kanadských provincií Britská Kolumbie a Alberta. Má protáhlý tvar táhnoucí se ve směru severozápad-jihovýchod v délce přibližně 380 km. Zdejší klimatické podmínky a na ně vázáná vegetace se liší podle nadmořské výšky. Nejvyšší partie parku sahají do nadmořské výšky přes 3500 m n. m. (např. Mount Robson 3954 m, Mount Columbia 3783 m, Mount Forbes 3662 m), spodní výšková hranice parků je 1000 m n. m. Parky jsou turisty vyhledávaným místem díky své poutavé krajinné scenérii: horské hřbety, ledovcová pole a jednotlivé ledovce, horské louky, jezera, vodopády, údolí a kaňony, lesní porosty a krasové jeskyně.

## Přehled území
| Území                            | Rozloha      |
| -------------------------------- | ------------ |
| národní park Banff               | 664 100 ha   |
| národní park Jasper              | 1 087 800 ha |
| národní park Kootenay            | 140 640 ha   |
| národní park Yoho                | 131 310 ha   |
| provinční park Mount Robson      | 219 535 ha   |
| provinční park Mount Assiniboine | 39 050 ha    |
| provinční park Hamber            | 24 520 ha    |

## Fotogalerie

Mapa chráněných území
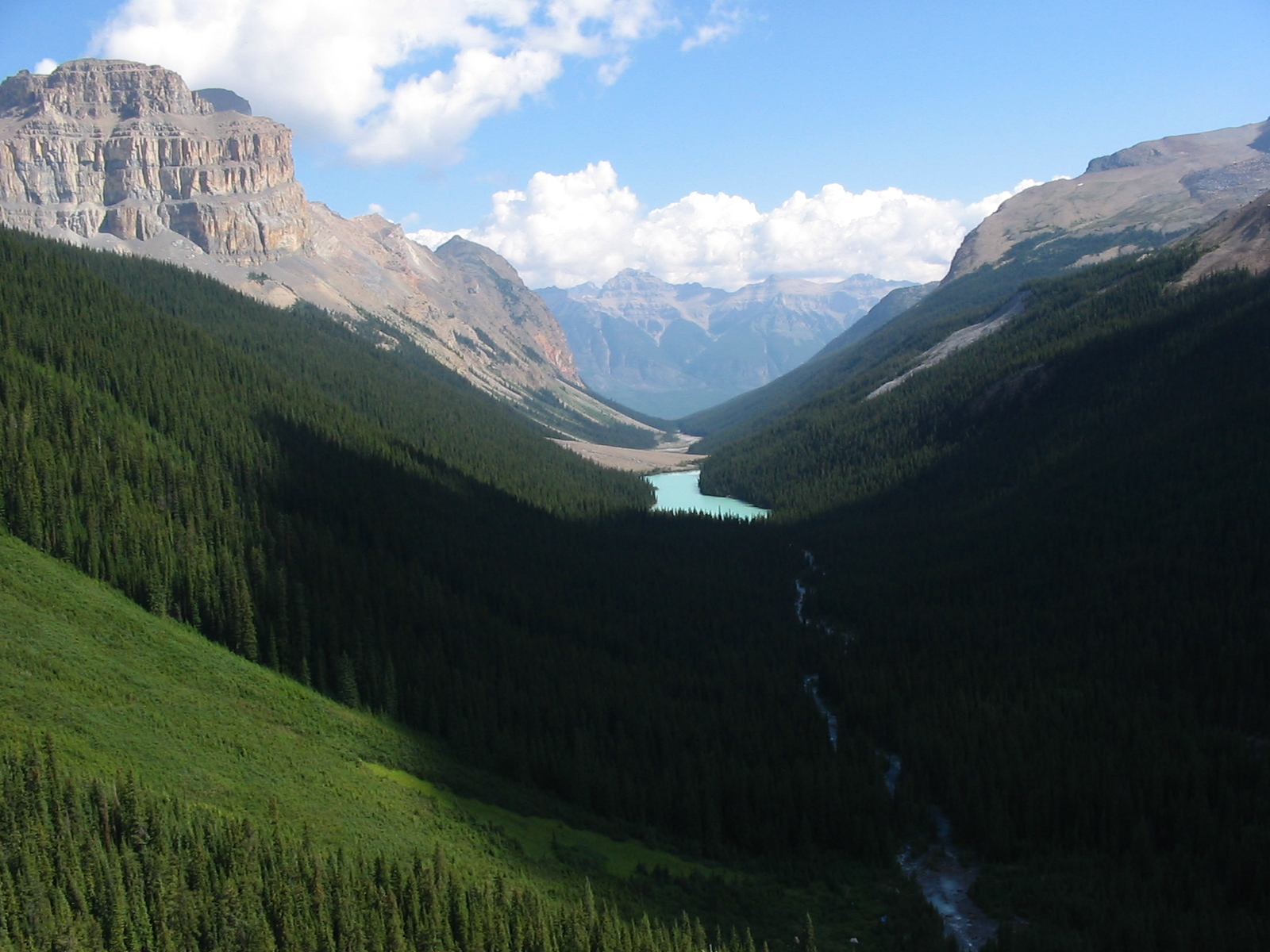
Fryatt Valley
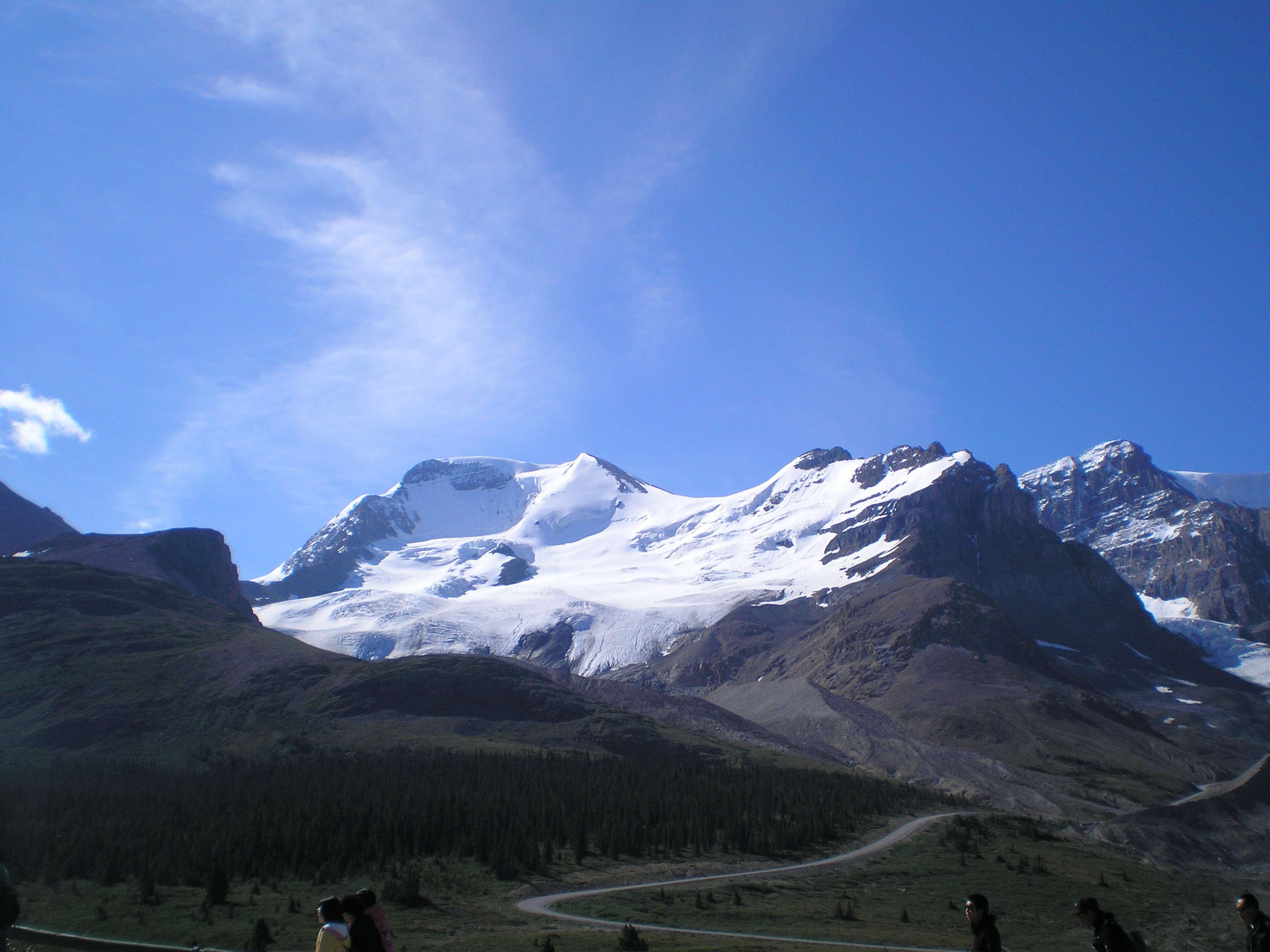
Mount Athabasca
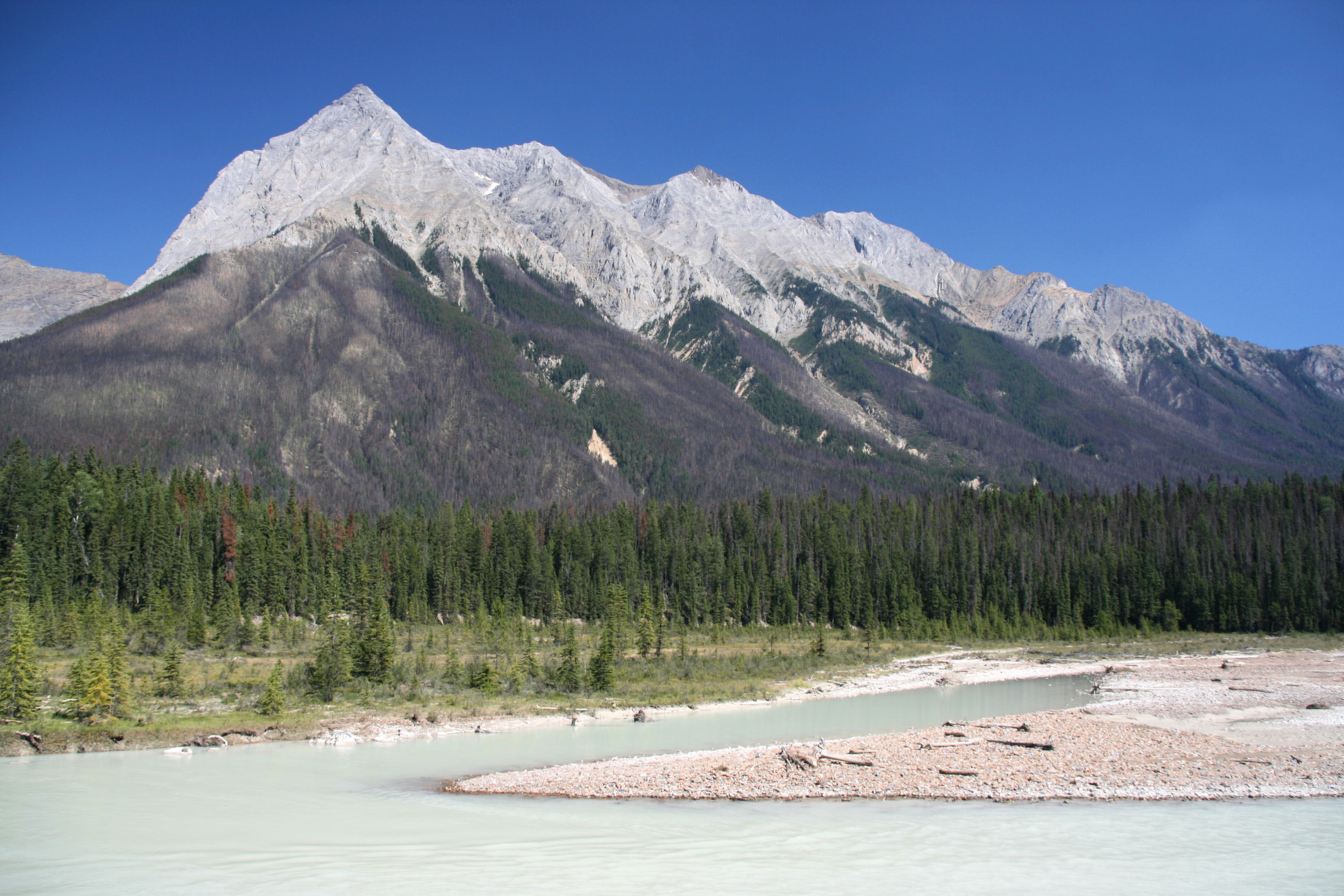
Chancellor Peak a Kicking Horse River
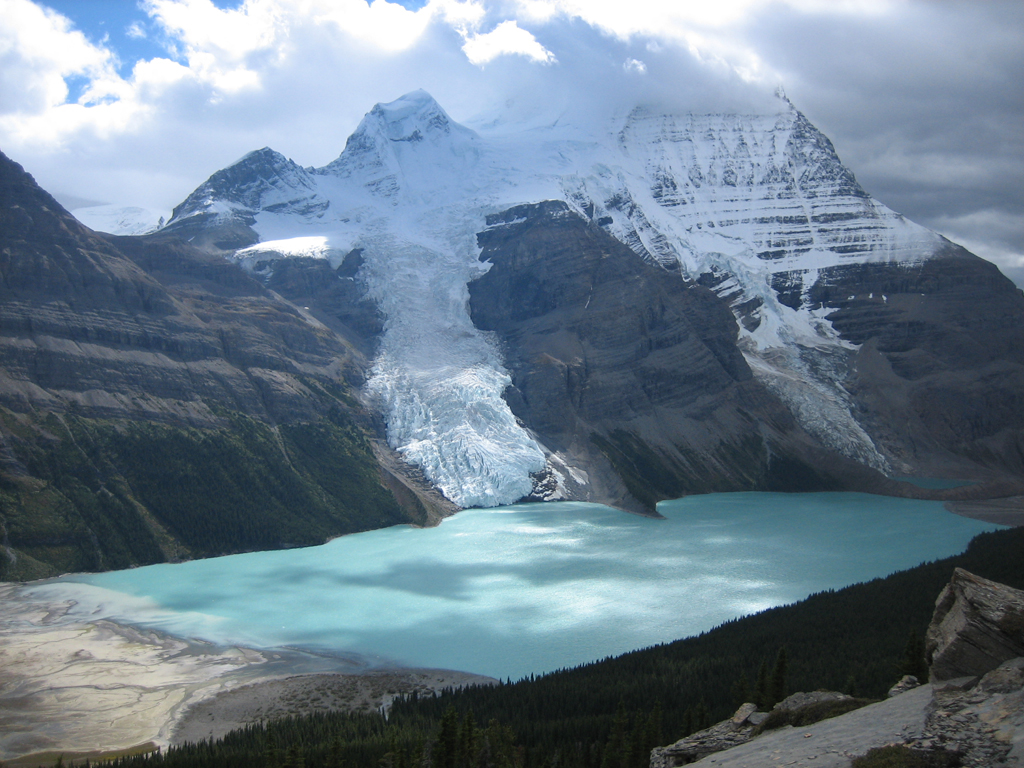
Berg Lake